# И живели су срећно до краја живота
И живели су срећно до краја живота је позоришна представа коју је режирао Владан Ђурковић према тексту Јелене Ђорђевић Кнежевић.
Премијерно приказивање комада је било 3. децембра 2009. године у позоришту ДАДОВ.
Текст комада је објављен у књизи ЕДИЦИЈА ДУХ ДАДОВА 01.

## Радња
Причу чини неколико паралелних токова радње стварног и нестварног света. Стварни свет чине млади људи са својим интимним причама, емотивним везама и проблемима у њима.
Док нестварни свет, који паралелно прати ток стварног света представљају ликови из бајке "Пепељуга” (Пепељуга и принц) и легендарни Барбика и Кен и њихова неиспричана прича.

## Награде
На међународном фестивалу ДАФ у Кочанима и Северној Македонији представа је проглашена за најбољу.

## Улоге
| Лица | Глумци               |
| ---- | -------------------- |
|      | Ивана Рубљевић       |
|      | Страхиња Блажић      |
|      | Јана Милосављевић    |
|      | Стефан Вукић         |
|      | Марија Манојловић    |
|      | Филип Жарковић       |
|      | Јована Руменић       |
|      | Јелена Симић         |
|      | Јована Слацки        |
|      | Александар Јовановић |
|      | Дамјан Раичевић      |